# Berthold von Neuenburg (Lausanne)
Berthold von Neuenburg  (* im 12. Jahrhundert; † 13. Juli 1220) war von 1212 bis 1220 Bischof von Lausanne.

## Familie
Berthold wurde 1182 erstmals erwähnt. Er stammte aus dem Schweizer Adelsgeschlecht der Grafen von Neuenburg. Seine Eltern waren Ulrich II., Herr von Neuenburg, und Berthe de Granges.
Der Minnesänger Rudolf von Neuenburg (auch Rudolf von Fenis) war ein Bruder von Berthold.

## Leben
Er war 1196 Schatzmeister des Bischofs von Lausanne, 1208/09 Dompropst in Basel und 1209 Propst in Neuenburg, bevor er 1212 zum Bischof von Lausanne gewählt wurde. Nach dem Aussterben der Zähringer schaffte er die Vogtei des Bistums ab, ließ seine Besitzungen befestigen und weitete das Netz seiner Ministerialen aus. Er betrieb eine Politik der Versöhnung zwischen Papst Innozenz III. und Kaiser Friedrich II. 1215 nahm er am 4. Laterankonzil teil. Bertold starb als Bewacher eines Geldtransportes, als er zu einem Kreuzzug aufbrechen wollte.